# Рибалочка білочеревий
Рибалочка білочеревий (Corythornis leucogaster) — вид сиворакшоподібних птахів родини рибалочкових (Alcedinidae). Мешкає в Західній і Центральній Африці.

## Опис
Довжина птаха становить 13 см, вага 14,5 г. Верхня частина тіла ультрамариново-синя, на скронях фіолетові плями, шиї з боків вузькі білі плями, крила чорні, нижня частина тіла рудувато-каштанова, горло біле, по центру грудей і живота ідуть біла смуга. дзьоб червоний. Виду не притаманний статевий диморфізм.

## Підвиди
Виділяють три підвиди:
- C. l. bowdleri (Neumann, 1908) — від Гвінеї до Малі і Гани;
- C. l. leucogaster (Fraser, 1843) — від Нігерії до північно-західної Анголи і острова Біоко;
- C. l. leopoldi (Dubois, AJC, 1905) — від сходу Республіки Конго до південної Уганди і північної Замбії.

## Поширення і екологія
Білочереві рибалочки мешкають в Гвінеї, Сьєрра-Леоне, Малі, Ліберії, Кот-д'Івуарі, Гані, Того, Беніні, Нігерії, Камеруні, Центральноафриканській Республіці, Екваторіальній Гвінеї, Габоні, Республіці Конго, Демократичній Республіці Конго, Уганді, Танзанії і Анголі. Вони живуть у вологих рівнинних і заболочених тропічних лісах, на берегах річок і озер, в мангрових лісах, садах і на плантаціях. Зустрічаються на висоті до 1800 м над рівнем моря.